# Clarinda
Clarinda település az Amerikai Egyesült Államok Iowa államában, Page megyében, melynek megyeszékhelye is. Lakosainak száma 5369 fő (2020. április 1.).

## Népesség
A település népességének változása:

| 2010 | 5 572 |
| 2020 | 5 369 |